# Uno Hedin
Nils Uno Hedin, född 11 september 1932 i Ljusnarsbergs församling, Örebro län, är en svensk sportkommentator, programledare och bordtennisspelare (bland annat världsmästare 1982 i klassen för femtioåringar). Han medverkade i Sportradion som travexpert, där han under drygt 20 år presenterade Hedins hundring, med sista travtips 27 december 2012. Han är känd för sin karaktäristiska stil och att han alltid avslutade sitt travtips med Lllllycka till.
Han är också schackexpert, mellan 1987 och 1993 var han programledare för Fem minuter schack i Sveriges Radio P1 och 1993 var han programledare för tv-programmet Snilledrag tillsammans med Sven-Gunnar Samuelsson.
Han är initiativtagare till Radiosportens pris Jerringpriset. 
Han är gift med före detta justitierådet Gertrud Lennander.